# Rigny-le-Ferron
 Rigny-le-Ferron  es una población y comuna francesa, en la región de Champaña-Ardenas, departamento de Aube, en el distrito de Troyes y cantón de Aix-en-Othe.

## Demografía
| 488 | 501 | 379 | 347 | 296 | 337 |
| Para los censos de 1962 a 1999 la población legal corresponde a la población sin duplicidades (Fuente: INSEE [Consultar]) |     |     |     |     |     |